# Вербилло, Сергей Александрович
Сергей Александрович Вербилло (укр. Сергій Олександрович Вербилло; род. 21 августа 1984 года в Одессе) — украинский фигурист, выступавший в танцах на льду с Анной Задорожнюк. Пара — двукратные чемпионы Украины.

## Карьера

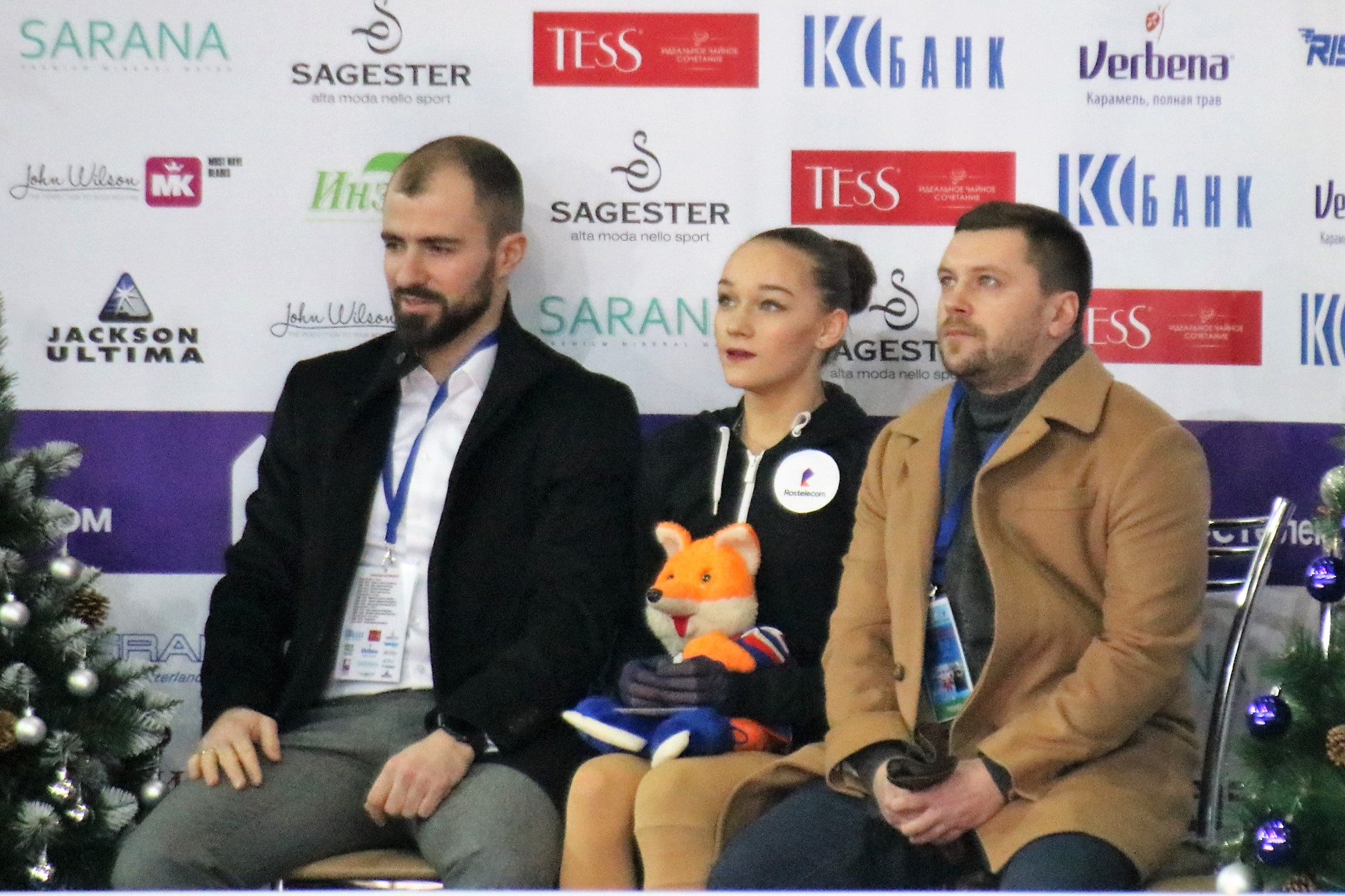
Сергей Вербилло (слева) с Анной Тарусиной и Сергеем Давыдовым на чемпионате России по фигурному катанию 2019

Начал кататься на коньках в 1990 году.
С сезона 2008—2009 пара тренировалась в Одинцово у Алексея Горшкова, которому помогала Елена Грушина. При этом летняя подготовка проходила в США у Николая Морозова. В сезоне 2008—2009 годов пара впервые в карьере выиграла национальный чемпионат (до этого они становились бронзовыми и два раза серебряными призёрами), обыграв своих давних соперников Аллу Бекназарову и Владимира Зуева. Затем заняла 7-е место на чемпионате Европы, что стало их лучшим результатом в карьере. Заняв на чемпионате мира 2009 15-е место, пара завоевала для Украины лицензию в танцах на льду на зимнюю Олимпиаду 2010. Участник зимней Универсиады 2005 года в Австрии.
Национальный чемпионат 2010 года они снова выиграли. Затем стали восьмыми на чемпионате Европы-2010 и вошли в сборную команду Украины на Олимпиаду 2010 года в Ванкувере.
По окончании сезона партнёрша из-за травм приняла решение о завершении карьеры. Сергей пробовал встать в пару с бывшей партнёршей Аллой Бекназаровой, так как её партнёр Владимир Зуев завершил карьеру. Но совместная работа продлилась всего неделю, после чего Вербилло принял решение завершить карьеру.
В настоящее время работает хореографом в тренерской группе Сергея Давыдова в Москве с такими фигуристами как Анна Тарусина, Виктория Васильева и другие.

## Спортивные достижения

### после 2006 года
| Соревнования/Сезон           | 2006—2007 | 2007—2008 | 2008—2009 | 2009—2010 |
| ---------------------------- | --------- | --------- | --------- | --------- |
| Зимние Олимпийские игры      |           |           |           | 16        |
| Чемпионаты мира              | 17        | 18        | 15        | WD        |
| Чемпионаты Европы            | 10        | 11        | 7         | 8         |
| Чемпионаты Украины           | 2         | 2         | 1         | 1         |
| Этапы Гран-при:Cup of Russia |           | 3         | 8         |           |
| Этапы Гран-при:Cup of China  |           | 6         | 5         | 4         |
| Этапы Гран-при:NHK Trophy    | 6         |           |           | 6         |

- WD = снялись с соревнований

### до 2006 года
(с Задорожнюк)
| Соревнования/Сезон                  | 2001—2002 | 2002—2003 | 2003—2004 | 2004—2005 | 2005—2006 |
| ----------------------------------- | --------- | --------- | --------- | --------- | --------- |
| Чемпионаты мира                     |           |           |           |           | 21        |
| Чемпионаты мира среди юниоров       | 8         | 15        | 7         |           |           |
| Чемпионаты Украины                  |           |           |           | 4         | 3         |
| Этапы Гран-при:Cup of Russia        |           |           |           |           |           |
| Этапы Гран-при:NHK Trophy           |           |           |           |           | 10        |
| Этапы Гран-при:Trophée Eric Bompard |           |           |           | 10        | 10        |
| Мемориал Ондрея Непелы              |           |           |           | 1         |           |
| Зимние Универсиады                  |           |           |           | 6         |           |